# Kijonosuke Marutani
Kijonosuke Marutani byl japonský fotbalista.

## Klubová kariéra
Hrával za Osaka SC.

## Reprezentační kariéra
Kijonosuke Marutani odehrál za japonský národní tým v roce 1925 celkem 1 reprezentační utkání. S japonskou reprezentací se zúčastnil Her Dálného východu 1925.

## Statistiky
| Japonsko | Japonsko | Japonsko |
| Roky     | Záp.     | Góly     |
| -------- | -------- | -------- |
| 1925     | 1        | 0        |
| Celkem   | 1        | 0        |